# جوزيه رويس
جوزيه رويس (بالإنجليزية: Josiah Royce)‏ (20 نوفمبر، 1855– 14 سبتمبر، 1916) هو مثالي موضوعي أمريكي وفيلسوف ومؤسس المثالية الأمريكية.

## حياته
وُلد رويس في غراس فالي، كاليفورنيا، في 20 نوفمبر 1855. وهو ابن جوزيه وساره إليناور (بايلس) رويس، كانت عائلتهما من المهاجرين الإنجليز مؤخرًا وممن اكتسبوا ثروتهم في الحركات الغربية للرواد الأمريكيين في عام 1849. حصل على درجة بكالوريوس الآداب من جامعة كاليفورنيا، بيركلي (والتي انتقلت من أوكلاند إلى بيركلي خلال فترة التحاقه بالجامعة) في عام 1875، حيث قبل عرضًا بتدريس المحادثة الإنجليزية والأدب والبلاغة. بينما كان في الجامعة، درس مع جوزيف لوكونت، وهو أستاذ في الجيولوجيا والتاريخ الطبيعي ومتحدث بارز بشأن التواف بين التطور والدين. في مذكرة نُشرت بفترة وجيزة عقب وفاة لوكونت، وصف رويس تأثير تدريس لوكونت على تطوره الخاص، كاتبًا: «كان الأمر العجيب وبالتالي الإثارة، بالنسبة لي، بداية الفلسفة» (ص. 328). بعد أن أمضى بعض الوقت في ألمانيا، حيث درس مع هيرمان لوتز، منحته جامعة جونز هوبكينز في عام 1878 واحدة من أول أربع شهادات الدكتوراة في الفلسفة. في جونز هوبكينز، درّس مسار تاريخ الفكر الألماني، والذي كان «أحد اهتماماته الرئيسية» لأنه كان بوسعه أن يولي اهتمامًا للفلسفة في التاريخ. بعد أربعة أعوام في جامعة كاليفورنيا، بيركلي، ذهب إلى جامعة هارفارد في عام 1882 كبديل ساباتيكال لويليام جيمس، والذي كان صديقًا لرويس وخصمًا فلسفيًا. أصبح منصب رويس في جامعة هارفارد دائمًا في عام 1884، وبقي هناك حتى وفاته في 14 سبتمبر 1916.

## المدونات التاريخية
برز رويس في الحشد الفلسفي بشكل واضح بسبب كونه أحد أهم الفلاسفة الأمريكيين الذي قضى فترة طويلة من حياته في دراسة التاريخ وكتابته، وخاصة عن الغرب الأمريكي. «كواحد من العمالقة الأربعة في الفلسفة الأمريكية في عصره [...] طغى رويس على نفسه كمؤرخ، بالسمعة والنتائج» (بروميري، 2). خلال أول ثلاثة أعوام قضاها في هارفارد، درّس رويس العديد من المواضيع كالمحادثة الإنجليزية وفن المناظرة وعلم النفس والفلسفة للأساتذة الآخرين. لكنه استقر أخيرًا بالكتابات الفلسفية، اتسمت بداية مرحلة البلوغ لديه باهتمامات واسعة النطاق، كتب خلالها رواية تستقصي الظواهر الخارقة (مثل الشكوكية)، ونشر مجموعة كبيرة من النقد الأدبي. صنف نفسه كفيلسوف ومؤرخ فقط. أفشى رويس نفسه بتمهل، ومع ذلك، وفي عام 1888 عانى من انهيار عصبي مما تطلب منه أخذ إجازة من عمله.
يُعد كتاب جون كليندينينغ لعام 1999 السيرة الذاتية النموذجية لرويس. يمكن العثور على ملاحظات رويس المتعلقة بالسيرة الذاتية في دراسة أوبنهايم. في عام 1883، تواصلت شركة للنشر مع رويس تطلب منه أن يكتب عن تاريخ ولاية كاليفورنيا، «مراعاة لظروفه غير المستقرة في هارفارد ورغبته بمتابعة العمل الفلسفي والذي قدم لأجله شرقًا، وجد رويس الآفاق المغرية [...]. كتب لصديق أنه «أُغوي بالمال»». نظر رويس للمهمة كمشروع جانبي، والذي قد يستفيد منه لملء وقت فراغه. في عام 1891، وصلت مهنته بالكتابة التاريخية إلى نهايتها، ولكن ليس قبل أن ينشر عدة مراجعات لمجلدات كاليفورنيا التاريخية، ومقالات في مجلات ليدعم تاريخه.              

## الفلسفة
أقرت الأعوام بين 1882 و1895 برويس كواحد من أبرز الفلاسفة الأمريكيين. حفظت منشوراته مكانته في عالم الفلسفة، ومنها كتابي الجانب الديني للفلسفة في عام 1885، وروح الفلسفة الحديثة في عام 1892، واللذان استندا على محاضراته بهارفارد. تضمن الكتاب الأخير إثباتات جديدة حول وجود الله بناءً على حقيقة الخطأ. جادل رويس بأن جميع الأخطاء تُعتبر مغلوطة مقارنة ببعض الحقائق الكلية، ويجب علينا إما أن نحافظ على أنفسنا معصومة عن الخطأ أو القبول بأخطائنا كدليل على عالم من الحقيقة. بجعله أمرًا جليًا أن المثالية تعتمد على المسلّمات والعائدات نظريًا، يدافع رويس عن ضرورة المرجعية الموضوعية لأفكارنا لمجموعة عالمية ضمن ما تنتمي له، وبغير هذه المسلّمات، «يمكن أن تكون الحياة العملية والنتائج الأكثر شيوعًا لنظرية، مستحيلة تمامًا للبعض أو حتى لجميعنا، من أبسط التعابير إلى المعتقدات الأكثر قيمة» (أنظر الجانب الديني للفلسفة، ص. 324).
تُعد تفسيرات المسلّمات المثالية عملية (وهي نقطة أشار لها رويس بصورة متكررة خلال نضجه، وقبل أن يُدعى براغماتيًا)، إلى الامتداد الذي اعتمدت الحياة العملية كدليل ومعيار لقيمة الأفكار الفلسفية. تقبل رويس حقيقة أنه لم يمتلك ولم يستطع أن يقدم سردًا كاملًا أو مُرضيًا حول «علاقة العقول الفردية بجميع العقول الشاملة» (أنظر الجانب الديني للفلسفة، ص. 371)، لكنه يمضي قدمًا رغم تلك الصعوبة بتقديم أفضل سرد يمكنه تدبره. يلقب فلاسفة عصره الموقف بالتخطيئية، وقد  يعزى تبني رويس له إلى تأثير تشارلز ساندرز بيرس وويليام جيمس.
يدافع رويس أيضًا عن وجهة نظر لُقبت لاحقًا بالشخصانية، «العلاقة المبهمة للأفراد الواعيين بالفكر العالمي... ستُقرر بمعنى إشراكهم، كعناصر في الفكر العالمي. ولن يصبحوا كذلك حقًا، أمور في أحلام أي شخص آخر غير أنفسهم، لكن حقيقتهم الكاملة، مجرد كما هو الحال فيهم، سيوجد في أجزاء من حقيقة أعلى. تلك الحقيقة لن تكون قوة، ولن تنتج الأفراد بالحلم بهم، ولكنها ستكمل الوجود الذي بداخلهم، ككائنات منفصلة، لا تمتلك عقلانية كاملة». ( الجانب الديني للفلسفة، ص.380–381) هذه فرضية حتمية آمن بها رويس، وهذا جانب ديني وأخلاقية للوجود المطلق.         

### المطلقة والمؤقتة
كانت «المطلقة» التي دافع عنها رويس مختلفة قليلًا عن أفكار جورج فيلهلم فريدريش هيغل وإف. إتش. برادلي. تُعد مطلقة رويس أساس ومُنشئ الكينونة المجتمعية والشخصية والمؤقتة، والتي تحافظ على الماضي بأكمله، وتُغذي الحاضر الكامل بفعل التفسير، وتتوقع كل احتمالية في المستقبل، وغرس تلك الاحتمالات بقيم كمثالية المجتمع. يُعد الفرق الرئيسي بين مطلقة رويس والأفكار المشابهة التي يمتلكها المفكرون الآخرون بأن مطلقة رويس سمة مؤقتة وشخصية، وذات نشاط تفسيري. أتى رويس لرؤية هذا النشاط الروحي بشكل متزايد على صعيد الفكرة التي اقترحها تشارلز ساندرز بيرس حول «الحب» أو «الحب التطوري». آمن رويس بأن الكائنات البشرية تمتلك خبرة مطلقة في قطعية كل فعل نقوم به. للتصدي للطريقة التي لا يمكن إلغاء أفعالنا لتستوفي المطلقة في ضرورتها المؤقتة. جادل رويس بأن الفكرة الفلسفية تعتبر المطلقة فرضية حتمية لنظام متسق من الأفكار، ولكن لغايات عملية وحياة أخلاقية ذات معنى، يحتاج جميع البشر إلى «رغبة مستمرة بالتفسير». تُعتبر «الروح المُفسرة» الأساس المؤقت لجميع أفعال التفسير، وهي اسم آخر للمطلقة، لكن الفهم الفلسفي لكائنات مشابهة غير مطلوب من أجل تفسير ناجح وحياة أخلاقية.            

### جدال «تصور الله»
حدثت النقطة المرجعية في مسيرة رويس المهنية وفكره عند عودته إلى كاليفورنيا للتحدث إلى الاتحاد الفلسفي في بيركلي، فيما يبدو دفاعًا عن تصوره لله من انتقادات جورج هولمز هاوسون وجوزيف لوكونت وسيدني ميسز، في اجتماع عقدته نيويورك تايمز يُدعى «حرب العمالقة». قدم رويس هناك نسخة من نموذج جديد من إثباته لحقيقة الله بناءً على الجهل عوضًا عن الخطأ، وبناءً على جزئية وجود الأفراد عوضًا عن الشك المعرفي. ومع ذلك، هاجم هاوسون مفهوم  رويس لعدم تركه مكانة وجودية للأفراد مقابل المطلقة، مما يجعل مثالية رويس نوعًا من غير الشخصانية الضارة، وفقًا لهاوسون. لم يقصد رويس أبدًا تلك النتيجة ورد على نقد هاوسون أولًا في مقالة تكميلية طويلة حول النقاش (1897)، ومن ثم عبر تطوير فلسفة الشخص الفردي في تفاصيل أعظم في محاضرات غيفورد، والتي نُشرت بعنوان العالم والفرد (1899، 1901). وفي الوقت ذاته عانى رويس هجومًا ثابتًا على فرضيته المطلقة من جيمس. اعترف رويس لاحقًا بأن ارتباطه بفلسفة برادلي قد يكون أدى إلى ارتباط قوي بالمطلقة أكثر مما يستدعي، ومن الممكن أن يُضاف إلى ذلك قراءته المستمرة لسبينوزا التي قد امتلكت تأثيرًا مشابهًا.         

## إرثه
- مدرسة رويس، والتي دُمجت لاحقًا بمدرسة آنا هيد للبنات لتصبح مدرسة هيد رويس
- قاعة رويس، وهي واحدة من الأربع مباني الأصلية في جامعة كاليفورنيا، لوس أنجلوس
- مكتبة غراس فالي– فرع رويس
- قاعة جوزيه رويس، مدرسة فرينسو الثانوية
- منزل رويس، وهو مهجع، أحد المساكن التذكارية للخريجين في حرم هوم وود في جامعة جونز هوبكينز في بالتيمور، ميريلاند.

## وصلات خارجية
- جوزيه رويس على موقع الموسوعة البريطانية (الإنجليزية)
- جوزيه رويس على موقع إن إن دي بي (الإنجليزية)